# Baru (Band)
Baru war eine deutsche Indie-Pop-Band, die 2007 in Werdau unter dem Namen Neon Pingu Pussys gegründet wurde und sich im Dezember 2018 auflöste.
Der spätere Name der Band bezieht sich auf den Künstlernamen des französischen Comiczeichners Hervé Barulea.

## Geschichte
Die Band wurde 2007 unter dem Namen „Neon Pingu Pussys“ gegründet. 2010 gewann sie den mit 30.000 Euro dotierten f6 Music Award. Im selben Jahr traten sie auf dem Reeperbahn Festival auf.
Im Jahr 2011 benannte sich die Band in „Baru“ um.
Am 25. Oktober 2013 veröffentlichte Baru ihr erstes Album Sailors of the City beim Label Kick the Flame, welches in Zusammenarbeit mit dem Produzenten Tobias Siebert entstand. Als Support der Kilians und The Pains of Being Pure at Heart war die Band bereits deutschlandweit auf Tour. Seit August 2014 probte und produzierte die Band ihre Songs in Leipzig. Im März 2016 hatte die Band ihre erste größere Headlinertour, auf welcher unter anderem auch Konzerte in Paris, London und Gent stattfanden.
Am 23. September 2016 erschien das zweite Album Levity. Auch hier erfolgte die Produktion gemeinsam mit Tobias Siebert. Darin begibt sich die Band auf eine düstere und melancholische Reise durch ein an die 80er-Jahre angelehntes Soundgewand. Ende 2016 wurde Baru zu Leipzigs „Band des Jahres 2016“ gekürt.
Nach etwas mehr als 10 Jahren beschlossen die Bandmitglieder im Jahr 2018, die Formation aufzulösen und sich mit einer letzten Tour unter dem Titel Goodbye for now vom Publikum zu verabschieden. Als Beweggründe gaben sie an, „unterschiedliche Wohnorte, Lebenssituationen und vor allem kleine Nachkommen“ (Ferdinand Weigel: Privatclub Verlin) hätten sie zu diesem Schritt veranlasst.

## Diskografie

### Alben
- 2013: Sailors of the City (Kick the Flame / Broken Silence)
- 2016: Levity (Kick the Flame / Broken Silence)

### Singles und EPs
- 2011: Open Ears
- 2012: Take a Look (Selbstvertrieb)
- 2013: Repair
- 2015: Salt in Hot Summer
- 2016: Run Dark Horse
- 2016: Paranoia
- 2016: Tough Enough
- 2018: Neglected